# John Menick
John Menick (* 1976 in White Plains) ist ein US-amerikanischer Videokünstler, Installationskünstler und Autor.

## Leben und Werk
John Menick studierte an der Cooper Union und lehrte dort als Gastprofessor. Menick arbeitet im Bereich Film und Audio. Er schreibt Essays und Kurzgeschichten, manchmal fertigt er Drucke und Zeichnungen an.
Auf der dOCUMENTA (13) wurden drei Arbeiten von John Menick präsentiert. Subliminal Projektion Company (2009) ist eine Klanginstallation, A report on the City (2012) ist eine Sammlung von Essays und Kurzgeschichten, die in Bezug zueinander stehen und während eines Aufenthalts in Mexiko verfasst wurden. Bei Starring Sigmund Freud (2012) handelt es sich um ein Video.
Menick war bei zahlreichen Ausstellungen im In- und Ausland vertreten: dOCUMENTA (13), Kassel; MoMA PS1, New York; Palais de Tokyo, Paris; Wattis Institute for Contemporary Arts, San Francisco; Midway Contemporary Art, Minneapolis; and Artists Space, New York. Seine Texte wurden unter anderem in frieze, Mousse und Art in America veröffentlicht. 
Menick wurde mit einem Preis der Jerome Foundation und der New York Foundation ausgezeichnet.